# أندريس غواردادو
أندريس غواردادو (بالإسبانية: Andrés Guardado)‏ (مواليد 28 سبتمبر 1986 في غوادالاخارا - المكسيك) لاعب كرة قدم مكسيكي يلعب حاليا لصالح نادي ليون المكسيكي قادماً من نادي ريال بتيس الإسباني في دوري الدرجة الأولى الاسباني (لاليغا) الذي لعب لصالحه في مركز الجناح الأيسر منذ 2017 وحتى مطلع 2024. قبل ذلك لعب لأندية من بينها فالنسيا وديبورتيفو لاكورونا.

## روابط خارجية
- أندريس غواردادو على موقع الاتحاد الدولي (مؤرشف)  (الإنجليزية)
- أندريس غواردادو على موقع الاتحاد الأوربي (الإنجليزية)
- أندريس غواردادو على موقع قاعدة بيانات كرة القدم.إي يو (الإنجليزية)
- أندريس غواردادو على موقع ناشيونال فوتبول تيمز (الإنجليزية)
- أندريس غواردادو على موقع Soccerbase.com (لاعب) (الإنجليزية)
- أندريس غواردادو على موقع Soccerway.com (الإنجليزية)
- أندريس غواردادو على موقع عالم كرة القدم.نت (الإنجليزية)
- أندريس غواردادو على موقع AS.com (الإسبانية)